# GSC2412-87-1
GSC2412-87-1 — хімічно пекулярна зоря спектрального класу B8, що має видиму зоряну величину в смузі V приблизно 11,3.

## Пекулярний хімічний вміст
Зоряна атмосфера GSC2412-87-1 має підвищений вміст 
Si
.